# Justine Mintsa
Justine Elo Mintsa (* 8. September 1949 in Oyem) ist eine gabunische Autorin. Sie ist Mitglied des  Haut Conseil de la francophonie.
Sie studierte an der Université Omar-Bongo.

## Veröffentlichungen (Auswahl)
- Un seul tournant Makôsu. La Pensée Universelle, 1994; L'Harmattan, 2004.
- Histoire d'Awu. Continents noirs, Gallimard, 2000.